# Bathycongrus aequoreus
Bathycongrus aequoreus és una espècie de peix pertanyent a la família dels còngrids.

## Descripció
- Nombre de vèrtebres: 174-180.[6]

## Hàbitat
És un peix marí i batidemersal que viu entre 300 i 686 m de fondària.

## Distribució geogràfica
Es troba al Pacífic oriental central: les illes Hawaii.

## Observacions
És inofensiu per als humans.